# Sultanat de Ternate
El sultanat de Ternate fou un estat musulmà que va existir a Indonèsia després del 1257.
L'estat es va fundar el 1257. El primer sobirà de Ternate va adoptar l'islam a Gresik el 1495 i el va difondre amb l'ajut d'un personatge de nom Pati Putah de Hitu (Amboina) que havia estudiat a Java. El 1522 van arribar els portuguesos que s'hi van mantenir fins al 1607, quan s'hi van instal·lar els castellans, arribats des de Manila (actuals ruïnes del fort Kastela). El 1676 es va establir el protectorat neerlandès. Els holandesos van suprimir el sultanat dues vegades (1876-1879 i 1915-1929). Després de 1946 va subsistir com autoritat tradicional.
La bandera del sultanat és groga (color de la reialesa) amb un disc blanc al centre portant una inscripció aràbiga.

## Llista de sultans
| Kolano de Ternate                              | Regnat                          |
| ---------------------------------------------- | ------------------------------- |
| Mansahur Malamo [Tsuka]                        | 1257 - 1277                     |
| Puli or Poit [Jamin Qadrat]                    | 1277 - 1284                     |
| Komala 'Abu Said [Siale]                       | 1284 - 1298                     |
| Bakuku [Kalabata]                              | 1298 - 1304                     |
| Negara Malamo [Komala]                         | 1304 - 1317                     |
| Patsaranga Malamo [Aitsi]                      | 1317 - 1322                     |
| Sidang Arif Malamo [Aija]                      | 1322 - 1331                     |
| Paji Malamo [A'ali]                            | 1331 - 1332                     |
| Shah Alam                                      | 1332 - 1343                     |
| Tulu Malamo [Fulu]                             | 1343 - 1347                     |
| Kie Mabiji [Buhayati I]                        | 1347 - 1350                     |
| Ngolo-ma-Kaya [Muhammad Shah]                  | 1350 - 1357                     |
| Mamoli [Momole]                                | 1357 - 1359                     |
| Gapi Malamo I [Muhammad Bakar]                 | 1359 - 1372                     |
| Gapi Baguna I                                  | 1372 - 1377                     |
| Komala Pulu [Bessi Muhammad Hassan]            | 1377 - 1432                     |
| Abdu'llah al-Mahrum Kapaslola [Gapi Baguna II] | 1432 - 1486                     |
| Zainal Abidin [Tidore Wangi]                   | 1486 - 1500                     |
| Bayana Sirru'llah 'Abu Lais [Bayangu'llah]     | 1500 - 1522                     |
| Dayalu I ibni al-Marhum                        | 1522 - 1529                     |
| Abu Hayat [Bahayat II]                         | 1529 - 1533                     |
| Mansur II                                      | 1533 - 1534                     |
| Khair ul-Jamal [Hairun Jamilun]                | 1535 - 1570                     |
| Babu'llah Datu Shah                            | 1570 - 1583                     |
| Said ud-din Barakat Shah                       | 1583 - 1606                     |
| Muzaffar Shah I                                | 1607 - 1627                     |
| al-Hamza Hajah                                 | 1627 - 1648                     |
| Mandar Shah [Manlarsaha]                       | 1648 - 1650                     |
| Manilha                                        | 1650 - 1655                     |
| Mandar Shah [Manlarsaha]                       | 1655 - 1675                     |
| Sibori                                         | 1675 - 1689                     |
| Said Fathu'llah                                | 1689 - 1714                     |
| Amir Iskandar Zulkarnain Saif ud-din           | 1714 - 1751                     |
| Binayatu'llah                                  | 1751 - 1754                     |
| Amir Iskandar Muda Shah                        | 1755 - 1763                     |
| Shahid ul-Muh                                  | 1763 - 1774                     |
| Ikhtias ul-Rahman                              | 1774 - 1781                     |
| Amir Iskandar II                               | 1781 - 1796                     |
| Haj ul-Arifin                                  | 1796 - 1801                     |
| Said ul-Biladi                                 | 1807 - 1821                     |
| Amir ul-Mu'minin                               | 1821 - 1823                     |
| Taj ul-Mulki Amir ud-din                       | 1823 - 1859                     |
| ul-Mahf ul-Binayat Illahi                      | 1859 - 1876                     |
| Taj ul-Mahs ul-Binayatu'llalali                | 1879 - 1900                     |
| Ilham [Kolano Ara Rimoi]                       | 1900 - 1902                     |
| Taj ul-Mahsi                                   | 1902 - 1915                     |
| Iskandar Muhammad Jabir Shah                   | 1929 - 1975                     |
| Haji Muzaffar Shah II [Dr Mudaffar Syah]       | 1975 - present (reconegut 1986) |